# Stelling bij Den Oever
De Stelling bij Den Oever is een militair verdedigingswerk aan Noord-Hollandse zijde van de Afsluitdijk, gebouwd tussen 1932 en 1936. Het werd aangelegd in samenhang met soortgelijke werken aan de Friese zijde van de Afsluitdijk onder de naam Stelling bij Kornwerderzand.
Alle kazematten en gebouwen van de stelling zijn rijksmonument.

## Achtergrond
Met de aanleg van de Afsluitdijk werd de Vesting Holland bereikbaar aan noordzijde vanuit Duitsland via de provincies Groningen en Friesland. De rijksoverheid besloot daarom twee verspreide kazematopstellingen te bouwen bij Den Oever en Kornwerderzand.

## Beschrijving
De kazematopstelling bij Den Oever bestaat uit de volgende werken:
- 1 tankhindernis;
- 4 enkele mitrailleurkazematten, genummerd I, II, VIII en XII;
- 2 driedubbele mitrailleurkazematten, met de nummers IX en X;
- 2 enkele mitrailleurkazematten met zoeklicht en brandstoftank (V en VI);
- 1 enkele kanonkazemat (III);
- 1 dubbele kanonkazemat (IV);
- 2 luchtdoelremises (VII en XI);
- 1 machinekamer en hulpverbandplaats (XIII);
- 6 machinegebouwen voor dieselaggregaat, gekenmerkt A t/m F.

De werken I tot en met VIII zijn gesitueerd op een schoppenvormig plateau, dat doorsneden wordt door de autosnelweg, en is gelegen ten noordoosten van de spuisluizen van het Stevinsluizen complex. Deze werken bestreken met hun vuur de gestelde hindernissen op de dijk, en haar buitentaluds, waaronder de tankhindernis.
De tweede linie, met werken IX, X en XI, ligt westelijk op een tussen de spuisluizen en de voorhaven van de schutsluis, ingeklemd ruitvormig plateau. De mitrailleurkazemat XII staat enigszins apart op de kade aan de zuidoostzijde van de voorhaven. De hulpverbandplaats (XIII) is gebouwd onder het brugwachtersgebouw aan de zuidwestzijde van het complex, tussen de rijbanen op de Afsluitdijk.
De bewapening bestond uit drie kanonnen met een kaliber van 5 cm. Verder waren binnen en buiten de kazematten zware mitrailleurs opgesteld van het type Schwarzlose met een kaliber van 7,9 mm. De bezetting van de Stelling bij Den Oever bestond uit 7 officieren en 211 onderofficieren en soldaten.
In elk machinegebouw stond een gelijkstroom-compound-dynamo opgesteld, welke werd aangedreven door een Kromhout-Gardner dieselmotor van 12 pk. Deze installaties leverden elektriciteit voor verlichting en verwarming van de verdedigingswerken.
De stelling was niet betrokken bij de Slag om de Afsluitdijk in mei 1940 omdat Nederlandse troepen de Duitsers tegen wisten te houden bij Kornwerderzand.